# Adam Nemec
Adam Nemec (Banská Bystrica, 2 de setembro de 1985) é um futebolista profissional eslovaco que atua como atacante, atualmente defende o Willem II.

## Carreira
Adam Nemec fez parte do elenco da Seleção Eslovaca de Futebol da Eurocopa de 2016.